# Геррікс (Нью-Йорк)
Геррікс (англ. Herricks) — переписна місцевість (CDP) в США, в окрузі Нассау штату Нью-Йорк. Населення — 4398 осіб (2020).

## Географія
Геррікс розташований за координатами 40°45′24″ пн. ш. 73°39′49″ зх. д. / 40.75667° пн. ш. 73.66361° зх. д. (40.756676, -73.663516).  За даними Бюро перепису населення США в 2010 році переписна місцевість мала площу 1,49 км², уся площа — суходіл.

## Демографія
Згідно з переписом 2010 року, у переписній місцевості мешкало 4295 осіб у 1343 домогосподарствах у складі 1160 родин. Густота населення становила 2892 особи/км².  Було 1378 помешкань (928/км²).
Расовий склад населення:
| - 52,6 % — білих - 43,2 % — азіатів - 0,5 % — чорних або афроамериканців - 0,1 % — вихідців з тихоокеанських островів - 0,1 % — корінних американців - 1,1 % — осіб інших рас |

До двох чи більше рас належало 2,4 %. Частка іспаномовних становила 3,9 % від усіх жителів.
За віковим діапазоном населення розподілялося таким чином: 24,8 % — особи молодші 18 років, 58,5 % — особи у віці 18—64 років, 16,7 % — особи у віці 65 років та старші. Медіана віку мешканця становила 43,5 року. На 100 осіб жіночої статі у переписній місцевості припадало 93,1 чоловіків;  на 100 жінок у віці від 18 років та старших — 90,1 чоловіків також старших 18 років.
Середній дохід на одне домашнє господарство  становив 151 663 долари США (медіана — 127 734), а середній дохід на одну сім'ю — 170 545 доларів (медіана — 148 807). Медіана доходів становила 78 750 доларів для чоловіків та 65 489 доларів для жінок. За межею бідності перебувало 0,4 % осіб, у тому числі 0,0 % дітей у віці до 18 років та 0,0 % осіб у віці 65 років та старших.
Цивільне працевлаштоване населення становило 2129 осіб. Основні галузі зайнятості: освіта, охорона здоров'я та соціальна допомога — 35,1 %, фінанси, страхування та нерухомість — 18,5 %, науковці, спеціалісти, менеджери — 10,7 %, роздрібна торгівля — 9,6 %.